# Susa (Mesopotàmia)

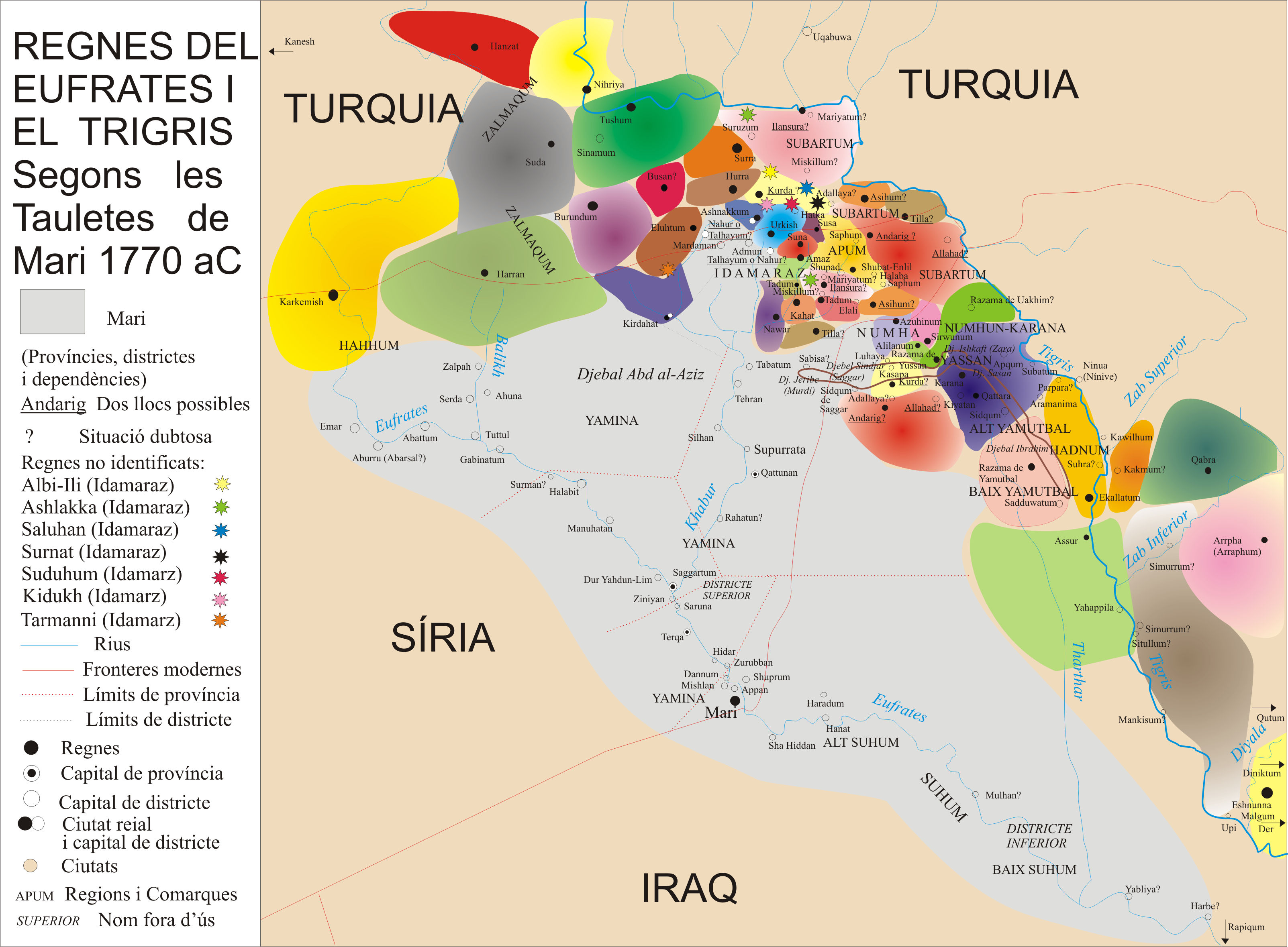
Mapa

Susa fou un regne de situació desconeguda, probablement a la zona del Tigris, a la regió d'Ashnakkum. Els habitants són anomenats suseus.
El seu rei Shubram, titulat rei de Susa i de la terra d'Apum, és conegut per una carta que dirigeix al rei Zimrilim de Mari, del que probablement era un dels gendres, amb relació a una disputa sobre la ciutat de Shunkhum entre ell mateix, Ili Addu de Kidukh, Khaya-Sumu o Haya-Sumu de Ilansura (també gendre de Zimrilim) i Ili-Ishtar de Shuna i la terra de Shabasim (un altre gendre).